# Helmut Genschel
Helmut Genschel (geboren 27. Februar 1928 in Berlin) ist ein deutscher Historiker und  Politikwissenschaftler.
Genschel studierte Geschichte und Politikwissenschaften und wurde 1963 an der Universität Göttingen bei Richard Nürnberger mit seiner grundlegenden Studie: Die Verdrängung der Juden aus der Wirtschaft im Dritten Reich promoviert.
1967 wurde Genschel Dozent an der Pädagogischen Hochschule Karlsruhe. Von 1970 bis zu seiner Emeritierung 1990 war er an dieser Hochschule Professor für Politische Bildung und Geschichte bzw. Didaktik und Methodik des Gemeinschaftskunde- und Geschichtsunterrichtes. Seine Lehrveranstaltungen beinhalteten vor allem Themenkomplexe der Friedens- und Umweltforschung, der Parteiengeschichte und Konzeptionen der politischen Bildung. Ein Schwerpunkt seiner Forschungen galt der Funktion  von Geschichtsdidaktik und  Geschichtsunterricht als politische Erziehung im Nationalsozialismus.

## Arisierungsforschung
Genschels seinerzeit grundlegende Studie über die Arisierung der Wirtschaft: Die Verdrängung der Juden aus der Wirtschaft im Dritten Reich erschien 1966 in erweiterter Form als Buchpublikation und erfuhr eine breite Rezeption in Wissenschaft und Medien. Das Nachrichtenmagazin Der Spiegel berichtete umfassend; der Historiker Wilhelm Treue lobte die Arbeit in der Zeit als „mit beispielhafter wissenschaftlicher Sorgfalt geschriebene“ Studie.
Danach unterscheidet Genschel zwei Perioden der Arisierung: 
- „die ‚schleichende Judenverfolgung‘ (Sommer 1933 bis Frühjahr 1935 und 1936 bis Herbst 1937) und vom
- ‚gesetzlichen Ausschluß der Juden aus der Wirtschaft‘ während der Zeit von der ‚Reichskristallnacht‘ bis zum Kriegsausbruch.“ (Treue 1966)

## Bewertung
Die von Genschel eingeführte Zweiphasenteilung der Arisierung haben 1977 die Kölner Dissertation von Avraham Barkai: Das Wirtschaftssystem des Nationalsozialismus. Der historische und ideologische Hintergrund 1933–1936 sowie dessen Aufsatz Der wirtschaftliche Existenzkampf als eine auf die Schonzeit-Legende gestützte Zweiphasenteilung grundsätzlich in Frage gestellt.  
Mit Frank Bajohr werden heute fünf Radikalisierungsstufen oder -wellen unterschieden: "Die Einschaltung der NSDAP-Gauwirtschaftsberater 1935/36 als Genehmigungsinstanzen für Arisierungsverträge, die Verschärfung der Devisengesetzgebung und Devisenüberwachung 1936/37, die verschärften antijüdischen Aktivitäten des Reichswirtschaftsministeriums 1937/38, die forcierte 'Arisierung' auf dem Verordnungswege seit Mai 1938 und schließlich der offene Übergang zur Zwangsarisierung nach dem Novemberpogrom 1938."

## Publikationen (Monographien)
- Die Verdrängung der Juden aus der Wirtschaft im Dritten Reich. Musterschmidt. Göttingen 1966 (= Dissertation Universität Göttingen 1963)
- Politische Erziehung durch Geschichtsunterricht. Der Beitrag der Geschichtsdidaktik und des Geschichtsunterrichts zur politischen Erziehung im Nationalsozialismus. Haag und Herchen. Frankfurt a. M. 1980, ISBN 3-88129-310-8